# Giovanni Paolo Lomazzo

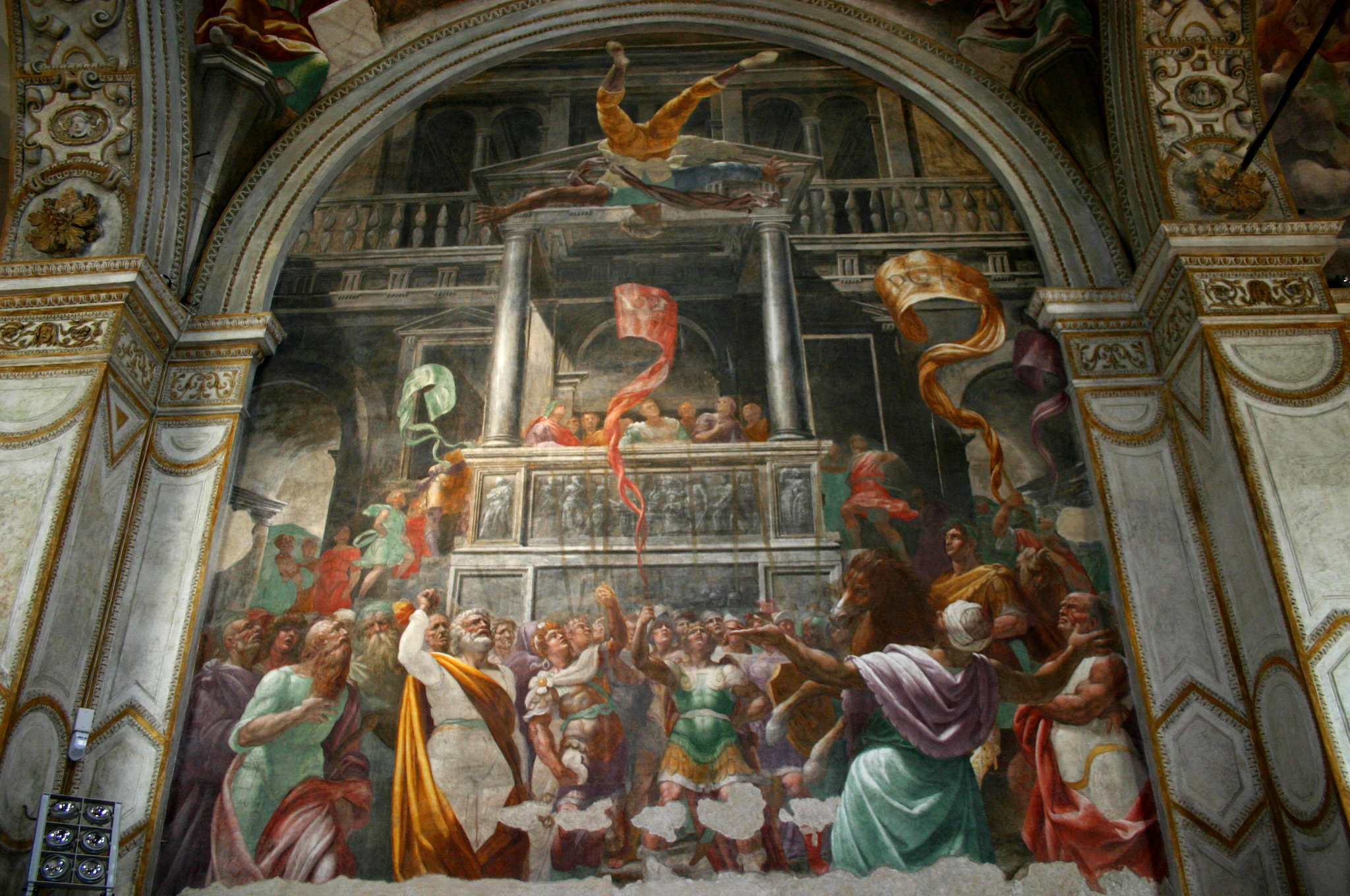
Caída de Simón Mago, Capilla Foppa, San Marco, Milán.

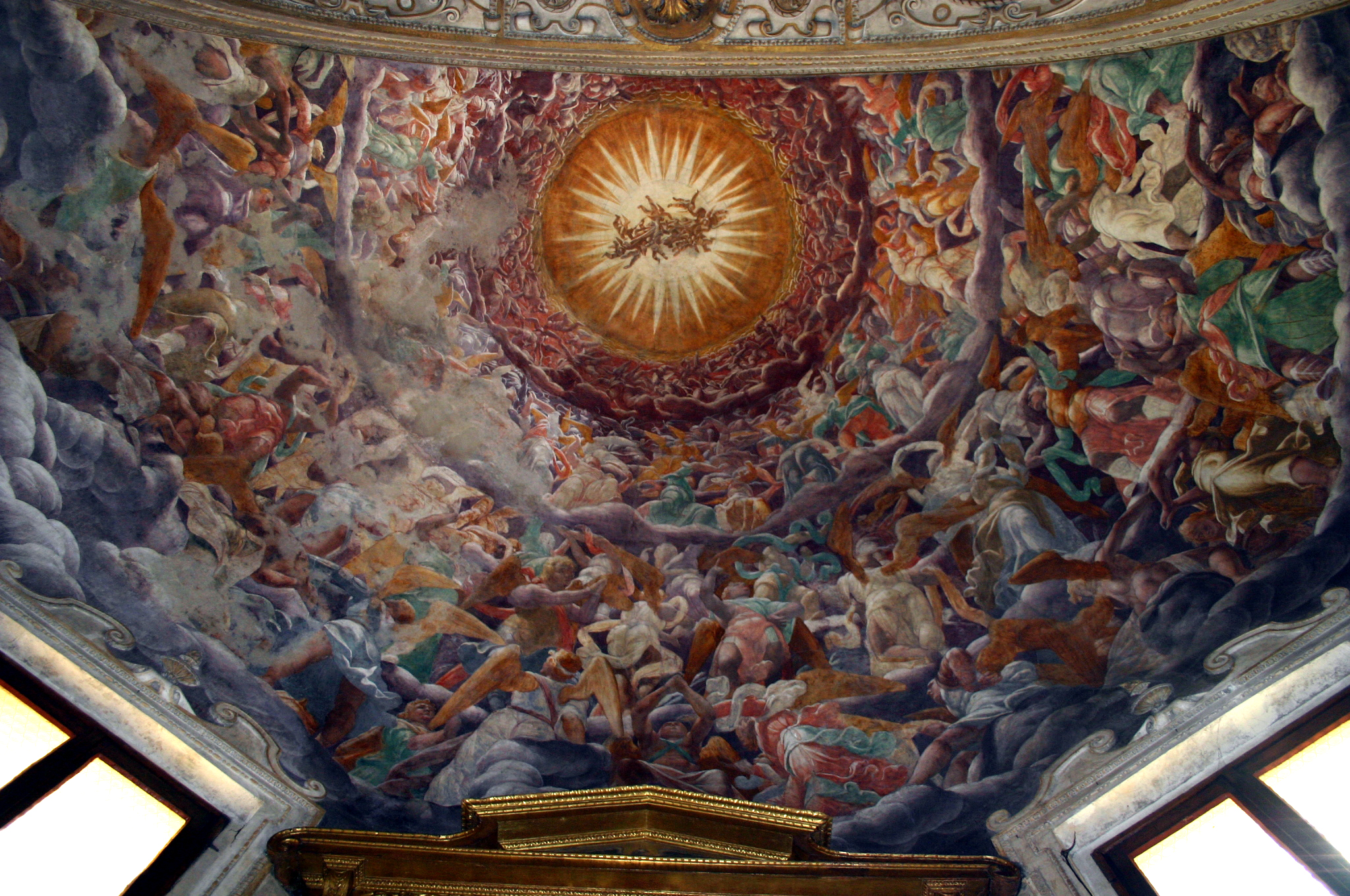
Ángeles en gloria, Capilla Foppa, San Marco, Milán.

Giovanni Paolo Lomazzo (Milán, 26 de abril de 1538-27 de enero de 1600) fue un pintor y tratadista de arte, que vivió y trabajó durante el manierismo tardío. 

## Biografía
Nacido en una familia originaria de la población de Lomazzo emigrada a Milán, su primera formación como artista la recibió de Giovanni Battista della Cerva. Su obra artística estuvo influenciada por Rafael y Miguel Ángel, y la conocemos a través de sus propias descripciones. Como pintor no es extraordinario, siendo un típico ejemplo del estilo tardomanierista. Tuvo una carrera corta, pues quedó ciego todavía joven, en 1572. A partir de entonces se volcaría en su actividad como historiador y teórico del arte.
Sus tratados, donde se incluyen preceptos simbolistas, fueron el famoso Trattato dell'arte della pittura, editado en 1584, obra de gran importancia en la estética manierista, e Idea del Tempio della pittura, de 1590. Su principal contribución es la extracción y sistematización de conceptos abstractos en el arte, alejándose de la mera biografía o enumeración de técnicas practicada por otros historiadores anteriores, como Giorgio Vasari.
Tuvo como alumnos a los pintores Giovanni Antonio Figino y Girolamo Ciocca.

## Obra

### Como pintor
- Autorretrato (c. 1555-65, Kunsthistorisches Museum, Viena)
- Alegoría de la fiesta de la Cuaresma (1567, Sant'Agostino, Piacenza)
- Oración en el Huerto (San Carlo al Corso, Milán)
- Noli me tangere (Pinacoteca Civica, Vicenza)
- Virgen con el Niño, santos y ángeles (San Marco, Milán)
- Caída de Simón Mago (Capilla Foppa, San Marco, Milán)
- Ángeles en gloria (Capilla Foppa, San Marco, Milán)
- Autorretrato como Abate de la Academia de la Val di Blenio (1568). Óleo sobre lienzo, 56 x 44 cm, Milán, Pinacoteca di Brera.[1]

### Como escritor
- Trattato dell'arte de la pittura di Gio. Paolo Lomazzo milanese pittore. Diuiso in sette libri. Ne' quali si contiene tutta la theorica, & la prattica d'essa pittura, Milano, Paolo Gottardo Pontio, 1584.
- Idea del Tempio della pittura, Milán, 1590.